# Верхня Визниця
Ве́рхня Визни́ця — село в Кольчинській селищній громаді Мукачівського району Закарпатської області України.

## Історія
В підніжжі гори Бордо в 1932 році виявлено скарб залізних речей, до складу якого входили меч і дві коси-горбуші ІХ — ХІ століть.
Перші письмові згадки датовані 1484 роком. Назва села Визниця походить від слова «возити». Дуже давно нашою місцевістю возили ліс, сплавляли вниз по течії повноводної річки деревину, з якої будували мости до Мукачева та Мукачівського замку. Спочатку деревину висушували на берегах річки, щоб була легшою і не тонула, а тоді сплавляли. Одного разу прийшов граф, який займався будівництвом і коли побачив багато складених дерев, здивовано вигукнув: "Та тут аж ціла «возня». Звідси і «возня»-«возити»-«Визниця».
1512 році місцевістю керували Андраш Візницеї та Андраш Клучко. 5 березня 1592 року в замку Мункач радником угорського короля було видано візницький «лист», у якому сказано, що кріпаки, які оселилися у Вузніці звільнялися на 6 років від сплати податків і на 3 роки від повинностей.
Кенийзький лист села Визниці (нині Верхня Визниця). Ось витяг з нього: «Сигізмунд Ракоці, наджупан комітату Торна, радник його величності, священого цісаря, короля і так далі, даємо знати всім, кого це стосується, що ми, маючи намір примножити майно його величності, дали кенийзтво Івану Бобалю та Михайлу Цібару, так, щоб один був кенийзом одного року, а інший — другого, з усіма привілеями, з якими привілеями кенийзи усієї крайни живуть і закладали села із зарубіжних провінцій, із великої Польщі, з дозволу давніх, щасливої пам'яті, князів. А назва села, на яке ми дали привілей, дозволили їм кенийзтво, Вузніця, землі якої як розпорядяться, не повинні завдати збитків сусіднім селам; а кріпаки, які поселилися тут, звільняються на шість років від сплати податків і на три роки від повинностей так, що всілякі подарунки, повинності, які інші кенийзи звикли давати і ці нехай все дадуть, роблять. На підтвердження цього ми дали наше письмо з нашою печаткою. Дано в замку Мункач 5 березня 1592 року».
У 1762 році в долині Визниці було побудовано фабрику скла, а вже в 1770 році — її зруйнувала велика буря, а також між населеними пунктами В.Визниця та Н.Визниця працювала фабрика по виготовленню цегли. Також на території Визниці добували золото із домішками срібла.

## Храми
Церква св. арх. Михайла. 1925.
У 1692 р. згадують церковну ділянку, виділену поміщиками. У 1765 р. Нижня Визниця була філією Середньої Визниці.
Найдавніша церква стояла в урочищі Цільбовиця. Стара дерев'яна церква св. Михайла з бароковим завершенням вежі стояла в селі щонайменше 5 років після зведення в 1920—1923 р. нової кам'яної церкви, освяченої 1925 р. Дерево з розібраної церкви продали на господарські потреби.
Іконостас не зберігся, ікони розійшлися між людьми. На думку В. Залозецького, який ще в 1922 р. ратував за збереження церкви, споруда була цікава тим, що утворювала ніби перехідний тип між бароковою церквою і готичним храмом. Зберігся кам'яний хрест роботи майстра А. Яворського з Мішкольца, що був поставлений ще перед дерев'яною церквою 30 червня 1906 р.
За розповіддю куратора і дяка Василя Іваника (1918 р. н.), ініціатором та душею будівництва мурованої церкви був його батько, тодішній куратор Михайло Іваник. Частину ділянки дав для церкви Іван Русин. План церкви виконав шелестівський парох Юлій Данкулинець, що переслуговував у Нижній Визниці.
Вести будівництво взялися будівельники з Підгорода, очолювані Михайлом Білаком та Воробком. Коли стіни вимурували по вікна, М. Іваник покинув будівництво, піддавшись православним настроям, але незабаром його вдалося вмовити продовжити роботу. Будівельники відступили від плану, і завершення вежі вийшло нижчим на 1 м та менш вибагливо профільованим. Дерев'яний верх клали інші майстри, а бляхою вкрив дахи бляхар Манов.
Коли церква була готова, М. Білак пропонував встановити на стіні пам'ятку з датами та іменами причетних до спорудження церкви, але М. Іваник не погодився, і тоді на фасаді вивели лише роки спорудження та великий православний хрест з поваги до православних настроїв М. Іваника.
Новий іконостас вирізьбив майстер Ілля Винар з Підгорян з помічниками братами Ко -гутичами з Ракошина.
На перших порах стіни в інтер'єрі було лише побілено, а малювання виконав у 1953—1954 роках художник Д. Мешко.

## Присілки
Солончик
Солончик - колишнє село в Україні, в Закарпатській області.
Обєднане з селом Визниця
Згадки: 1599: Szolonovics, 1600: Szoluncsok
Газуга
Газуга - колишнє село в Україні, в Закарпатській області.
Обєднане з селом Визниця
Згадки:1599: Hazugafalva, 1600: Hazugafalva.
Белебово
Каплиця
Священики були тут у XVI і XVII ст. Останнім згадують Олександра Петричка в 1682 р.
У 1991 р. на цвинтарі збудували маленьку дерев'яну каплицю і поряд — дзвіницю. Обидві споруди вкрито бляхою.
Церква Різдва пр. богородиці. 1832.
Середня Визниця
Середня Визниця - колишнє село в Україні, в Закарпатській області.
Обєднане з селом Верхня Визниця
Згадки 1533: Kewzepsew Wÿznitze, 1542: Keozepſew Wÿznÿtze, 1543: Kozepſeo Wiznicze, 1550: Kewzepſeo wÿſnÿcza, 1554: Középső-Viznicze, 1570: Közepſö Viznicze, 1645: Koezepsoe Visnicze
Лінтуровиця
Лінтуровиця - колишнє село в Україні, в Закарпатській області.
Обєднане з селом Верхня Визниця
Згадки:  1865: Linturovicza dűlő, 1881: Linturovica, 1925: Linturovice
Тут стояв дерев’яний храм.
Лазар
Лазар - колишнє село в Україні, в Закарпатській області.
Обєднане з селом Верхня Визниця
Згадки: 1505: Lázárfalva, 1512/23: Lázárfalva
Слопо
Слопо - колишнє село в Україні, в Закарпатській області.
Обєднане з селом Визниця
Згадки: 1645: Slopo Falva, 1649: Szlopófalva
Лазар потік
Лазар потік - колишнє село в Україні, в Закарпатській області.
Обєднане з селом Верхня Визниця
Згадки: 16. sz.: Lázárpatak, 1700: Lazar Patak, 1773: Lázár Patak, Potoky, 1808: Lázárpataka, Lazarowpotok, Lazarüvpotük, Potoky, 1851: Lázárpataka, 1873: Lázárpatak, 1888: Lázárpatak, 1930: Potok Lazarský.
До 1728 р. розрізняли три Визниці — Верхню, Середню і Нижню, і в усіх трьох служили руські священики. Церкву згадують у 1692 р. У 1733 р. у Верхній Визниці були дві дерев'яні церкви, присвячені св. Марії та св. Миколаю, кожна з одним дзвоном, у яких служили священики Іван Грабар та Іван Зарева. Ще одна маленька дерев'яна церква св. Михайла з одним дзвоном була в Середній Визниці. Наприкінці XIX ст. філії були в селах Нижня Визниця, Белебово, Жборівці, Лісарня і Новий Кленовець.
Місце дерев'яної церкви позначене кам'яним хрестом роботи майстра А. Яворського, поставленим громадою 1 березня 1907 р. за 636 корон, а інша дерев'яна церква стояла в нижній частині села, що зветься Лінтуровиця.
Теперішня церква — типова мурована базиліка, збудована за о. Василя Стецовича. На східному фасаді роком спорудження вказано 1836, а в 1981 р. був останній ремонт. Всередині пілястри, що підтримують п'яти склепінь, відносно невисокі, але арки склепінь утворюють високі округлі дуги, значно збільшуючи внутрішній простір. Вважають, що іконостас та інші різьблені атрибути, а також ікони походять з часу спорудження церкви.
У 1931 р. з Буківця на Воловеччині прийшов священник о. Фаховський. Його наступником був Костянтин Сільвай. Після заборони в СРСР греко-католицької конфесії зазнав репресій місцевий парох Іван Сливка.

## Населення
У селі народився старший солдат 128 окремої гірсько-штурмової бригади ремонтно-відновлюваного батальйону Василь Шніцер. Він відзначився у ході захисту рідної землі під час повномасштабного російського вторгнення. Загинув 11 лютого 2023 р.
Згідно з переписом УРСР 1989 року чисельність наявного населення села становила 1487 осіб, з яких 742 чоловіки та 745 жінок.
За переписом населення України 2001 року в селі мешкало 1440 осіб.

### Мова
Розподіл населення за рідною мовою за даними перепису 2001 року:
| Мова       | Відсоток |
| ---------- | -------- |
| українська | 99,11 %  |
| російська  | 0,78%    |
| ромська    | 0.05%    |
| волошська  | 0,06 %   |

## Туристичні місця
-  в 1932 році виявлено скарб залізних речей, до складу якого входили меч і дві коси-горбуші ІХ — ХІ століть
- У 1762 році в долині Визниці було побудовано фабрику скла
- працювала фабрика по виготовленню цегли
- на території Визниці добували золото із домішками срібла.
- храм св. арх. Михайла. 1925.